# 1972年7月10日日食
1972年7月10日日食是一次日全食，發生於1972年7月10日（亚洲大多為7月11日）。新月當天（即朔日），地球上觀測到月球和太阳的角距離極小，此時月球如果恰好在月球交點附近，穿過太阳和地球之間，與地球、太阳接近一直線，則會出現日食。月球本影接觸地表而使該區域完全得不到陽光，就會形成日全食，同時在本影兩側數千公里的半影範圍內遮擋部分陽光，形成日偏食。此次日全食經過了苏联、美国阿拉斯加州、加拿大，日偏食則覆蓋了北美洲的大部分及周边部分地區。

## 日食概況

### 出現區域
緊貼苏联库页岛東部海岸的鄂霍次克海海域在7月11日日出時最先看到日全食，隨後月球本影向東北經過苏联太平洋沿岸部分區域（今屬俄罗斯），跨過國際日期變更線，穿過美国阿拉斯加州北部，逐漸轉為向東南移動，進入加拿大北部，在西北地区基瓦丁地區（今屬努納武特地區基瓦里奇地區）達到最大食分。此後本影又斜貫哈德森湾和加拿大東部，進入北大西洋，最終在7月10日日落時分結束於亚速尔群岛西南約1200公里的洋面。
本影經過的陸地依次包括：
- 苏联：擦過俄罗斯苏维埃联邦社会主义共和国（今俄罗斯）库页岛東海岸北部極小一部分，又擦過堪察加州西北部，自西南向東北斜貫科里亞克自治區（堪察加州和科里亞克自治區今屬堪察加邊疆區）和马加丹州東部（今屬楚科奇自治區）；
- 美国阿拉斯加州：經過西北-北極自治市鎮西北部後自西向東貫穿北坡自治市鎮；
- 加拿大：經過育空地區北部後自西北向東南斜貫西北地区中部偏南（今西北地区北部和努納武特地區中部偏南）和魁北克省，再經過新布藍茲維省東北部、愛德華王子島省，及新斯科舍省的新斯科舍半岛東北部、布雷頓角島西南部、塞布爾島和緊鄰上述區域的小島，其中最大食分位於西北地区基瓦丁地區（今屬努納武特基瓦里奇地區）境內。[3][4]

除了狹窄的全食帶內能看見日全食之外，月球半影覆蓋範圍內都能看到日偏食，包括日本北海道除渡島半島一帶外的大部、中國黑龙江省極東端、西北夏威夷群島西北部、苏联北部沿海及東北部（今俄罗斯北冰洋沿岸和西伯利亚東北半部、爱沙尼亚西北部）、北美地区、中美洲大陸部分東北半部及加勒比地區、南美洲亞馬遜雨林以北地區、北歐、西欧中北部、中欧西北部、伊比利亚半岛西北部、亚速尔群岛、馬德拉群島、加那利群岛西部。
月球在其軌道上自西向東轉動，發生日食時，月球在地球表面的陰影也大多自西向東移動，而從地球上看，太阳的西側先被月球遮掩，然後逐漸向東。但此次日食發生在北半球的夏季，地軸北端向太阳方向傾斜，月球半影北端經過了晨昏圈最北端附近的區域，因而在苏联喀拉海沿岸附近被半影覆蓋、看到日偏食的區域內，月影在地表自東向西移動，地面上看到的太阳東側最先被月球遮掩。北美洲和欧洲的日全食和日偏食大多發生在7月10日，而亚洲的日食大多發生在7月11日，更有喀拉海沿岸附近處於極晝地區的日偏食在7月10日子夜前不久開始，在7月11日凌晨結束。

### 基本參數
- 類型：日全食
- 食甚中心處（位於加拿大西北地区基瓦丁地區境內）資料：
  - 時間：1972年7月10日19:45:55.3
  - 地點：63°30.8′N 94°10.6′W / 63.5133°N 94.1767°W
  - 食分：1.0379（全食帶內最大）
  - 日全食持續時間：2分35.6秒

## 觀測
蘇聯科學院在位於马加丹州阿納德爾灣沿岸的魯斯卡亞科什卡（今屬俄罗斯楚科奇自治區）觀測了日全食。當地天氣晴好，觀測隊成功拍攝了日冕照片，還做了偏振觀測，以研究其結構和物理特性。在加拿大新斯科舍省，則由於雲層遮擋而無法看到日食。此外還有850名乘客從美国纽约出發乘坐郵輪到北大西洋成功觀測了日全食，乘客中有不少科學家在船上做研究，有的還開設了氣象學、海洋學等課程，而幾乎所有乘客都報名參加了此類課程。

## 軼事
美国歌手卡莉·西蒙1972年12月的流行曲《你是如此愛慕虛榮》中有一句歌詞「然後你駕著你的里爾噴射機去新斯科舍看日全食」（Then you flew your Learjet up to Nova Scotia to see the total eclipse of the sun）。這首歌的歌詞創作於1971年之前，而在1970年3月7日也曾有一次日全食，與本次日全食都經過了加拿大新斯科舍省。

## 相關的日食

### 1971-1974年的日食
月球交替位於相對的月球交點時，以半個交點年（食年），即約177天又4小時間隔出現下列日食。
註：1971年2月25日和1971年8月20日的日偏食屬於上一組交點年系列。
| 降交點   | 降交點                   |          | 升交點                    | 升交點 |
| 沙羅週期 | 地圖                     | 沙羅週期 | 地圖                      |        |
| 116      | 1971年7月22日 偏食（北） | 121      | 1972年1月16日 環食        |        |
| 126      | 1972年7月10日 全食       | 131      | 1973年1月4日 環食         |        |
| 136      | 1973年6月30日 全食       | 141      | 1973年12月24日 環食       |        |
| 146      | 1974年6月20日 全食       | 151      | 1974年12月13日 偏食（北） |        |

### 沙羅周期
沙羅週期長度為18年11天。本次日食屬於沙羅序列126，共包含72次日食，依次為1179年3月10日至1305年5月24日的8次日偏食、1323年6月4日至1810年4月4日的28次日環食、1828年4月14日至1864年5月6日的3次全環食（亦稱混合食）、1882年5月17日至2044年8月23日的10次日全食、2062年9月3日至2459年5月3日的23次日偏食，總共歷時1280.14年。其中最長的全食發生於1972年7月10日，共持續了2分36秒。
下表列舉了1901年至2100年間發生的屬於該周期的日食，是第39至49次：
| 42            | 43            | 44            |
| ------------- | ------------- | ------------- |
| 1918年6月8日  | 1936年6月19日 | 1954年6月30日 |
| 45            | 46            | 47            |
| 1972年7月10日 | 1990年7月22日 | 2008年8月1日  |
| 48            | 49            | 50            |
| 2026年8月12日 | 2044年8月23日 | 2062年9月3日  |
| 51            | 52            |               |
| 2080年9月13日 | 2098年9月25日 |               |

## 資料來源
1. ↑  樊忠玉. . 中国天文科普网.   [2016-03-20]. （原始内容存档于2014-09-17）.
2. 1 2  Fred Espenak. . NASA Eclipse Web Site.   [2016-03-20]. （原始内容存档于2020-10-20）.（英文）
3. ↑  Fred Espenak. . NASA Eclipse Web Site.   [2016-03-20]. （原始内容存档于2020-10-27）.（英文）
4. ↑  Xavier M. Jubier. .   [2016-03-20]. （原始内容存档于2019-11-11）.（法文）（英文）
5. ↑  Fred Espenak. . NASA Eclipse Web Site.   [2016-03-20]. （原始内容存档于2008-08-29）.（英文）
6. ↑  . IZMIRAN.   [2016-03-24]. （原始内容存档于2020-06-22）.（俄文）
7. ↑  . Pedas Family.   [2016-03-24]. （原始内容存档于2016-04-04）.（英文）
8. ↑  Philip G. Schrag. . 纽约时报. 1972-07-30  [2016-03-24]. （原始内容存档于2016-04-04）.（英文）
9. ↑  Espenak, Fred. . NASA Eclipse Web Site （英语）.

## 外部連結
- NASA日食專頁（页面存档备份，存于）（英文）
- 可見區域圖和時間統計：由弗雷德·埃斯佩纳克做出的日食預報，NASA/GSFC
  - Google互動地圖呈現的日食範圍
  - 貝塞爾元素
- Google地圖顯示的日全食和日偏食範圍（页面存档备份，存于）（法文）（英文）
- 蘇聯科學院記錄的資料和圖片（页面存档备份，存于）（俄文）

| \| \| 日食 \|                             |                              |                                          |
| 上一次日食： 1972年1月16日日食 （日環食） | 1972年7月10日日食 （日全食） | 下一次日食： 1973年1月4日日食 （日偏食） |
| 上一次日全食： 1970年3月7日日食           | 1972年7月10日日食 （日全食） | 下一次日全食： 1973年6月30日日食         |
|                                           | 日食                         |                                          |